# Elosaari (ö i Norra Savolax, Norra Savolax, lat 63,03, long 26,58)
Elosaari är en ö i Finland. Den ligger i sjön Nilakka och i kommunerna Keitele och Tervo och landskapet Norra Savolax, i den centrala delen av landet, 300 km norr om huvudstaden Helsingfors. Öns area är 2,39 kvadratkilometer och dess största längd är 4,6 kilometer i sydöst-nordvästlig riktning.